# Jalese Gordon
Jalese Gordon (geb. 8. November 2001) ist eine antiguanische Regattaseglerin.
Sie nahm an den Olympischen Spielen 2020 in Tokio teil. Im Wettbewerb Laser Radial kam sie auf Rang 43.